# Arsène Lupin (regényhős)

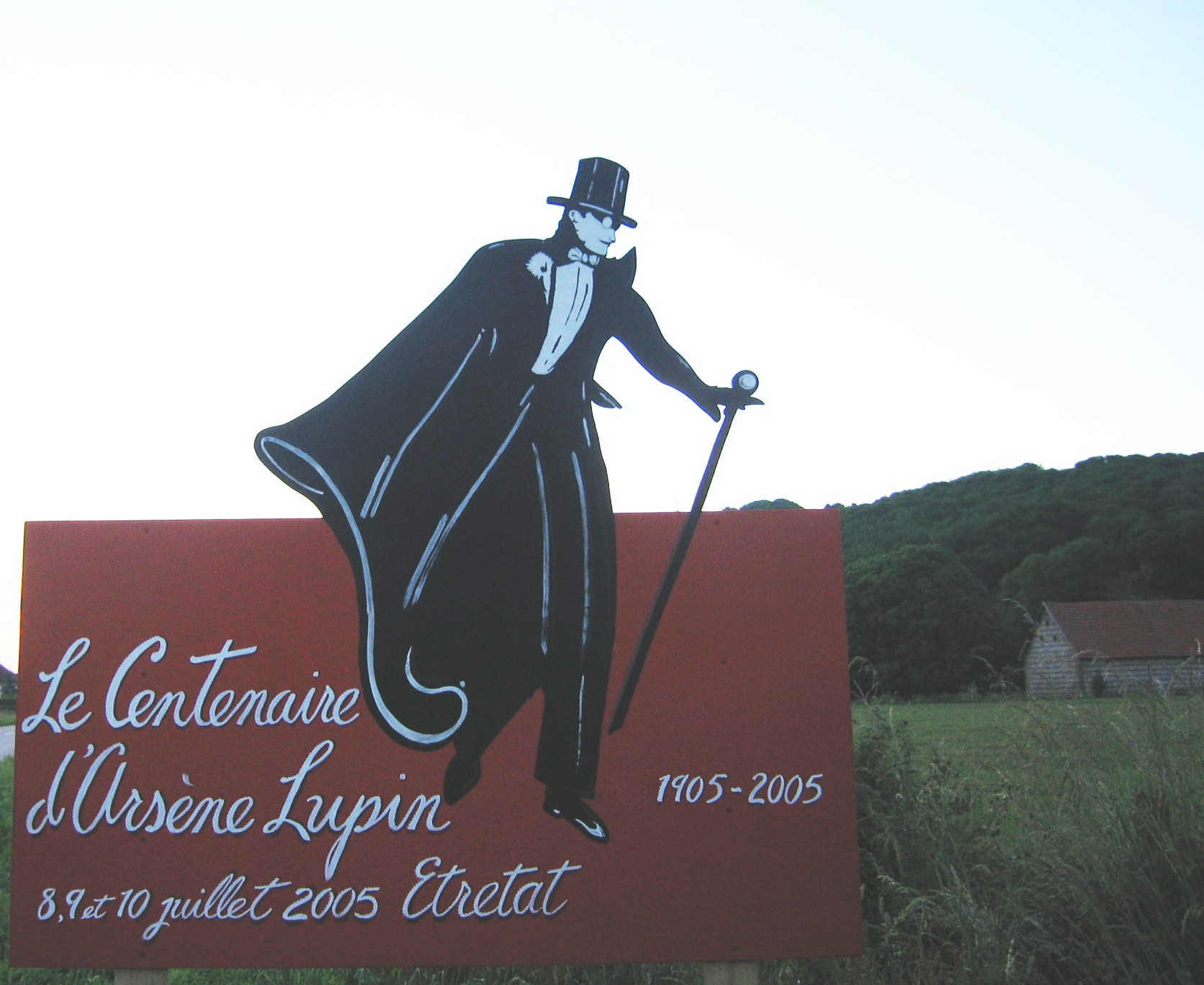
100 éves az úri betörő

Az Arsène Lupin, az „úri betörő” a francia író, Maurice Leblanc (1864-1941) nagysikerű alkotása.
Arsène Lupin: briliáns, rendíthetetlen, vakmerő figura. A francia Sherlock Holmes. Talpig gentleman ugyan, de mégiscsak betörő.
Az álcázás mesterének, az úri betörő figurájának kitalálója Maurice Leblanc francia író. A karaktert először a Je sais tout magazin novella-sorozata mutatta be. Az első történet, „Arsène Lupin letartóztatása” 1905. július 15-én jelent meg.
Arsène Lupin előszeretettel használt álneveket. Néhány közülük: Raoul de Limézy, d'Andrésy vicomte, Horace Velmont, Guillaume Berlat...
Arsène Lupin Leblanc 17 regényében és 39 novellájában szerepelt. A művet összesen 25 könyvben gyűjtötték össze. A huszonötödik, a „A titkos sír” című 1923-as regényben Lupin ugyan nem is szerepel, de a főszereplő Dorothée megfejti Arsène Lupin négy mesés titkának egyikét.
Az Arsène Lupin sorozat regényei a nyomozóirodalom történetének fontos állomását jelentik, a detektívről a bűnözőre cserélik nézőpontot, és bemutatják az úri tolvajok új típusát.

## Érdekességek
- Arséne Lupin szülőatyja, Maurice Leblanc kortársa volt Conan Doyle-nak. (ld. még: „Arsene Lupin Sherlock Holmes ellen”)
- Az író egy Marius Jacob nevű anarchista betörőről mintázta Lupint, aki mintegy 150 alkalommal hatolt be fényűző palotákba, de sosem ártott a szerinte hasznos foglalkozást űző embereknek − építészeknek, tudósoknak, orvosoknak stb. − hanem a zsákmány nagy részét a rászorulók között elosztogatta.

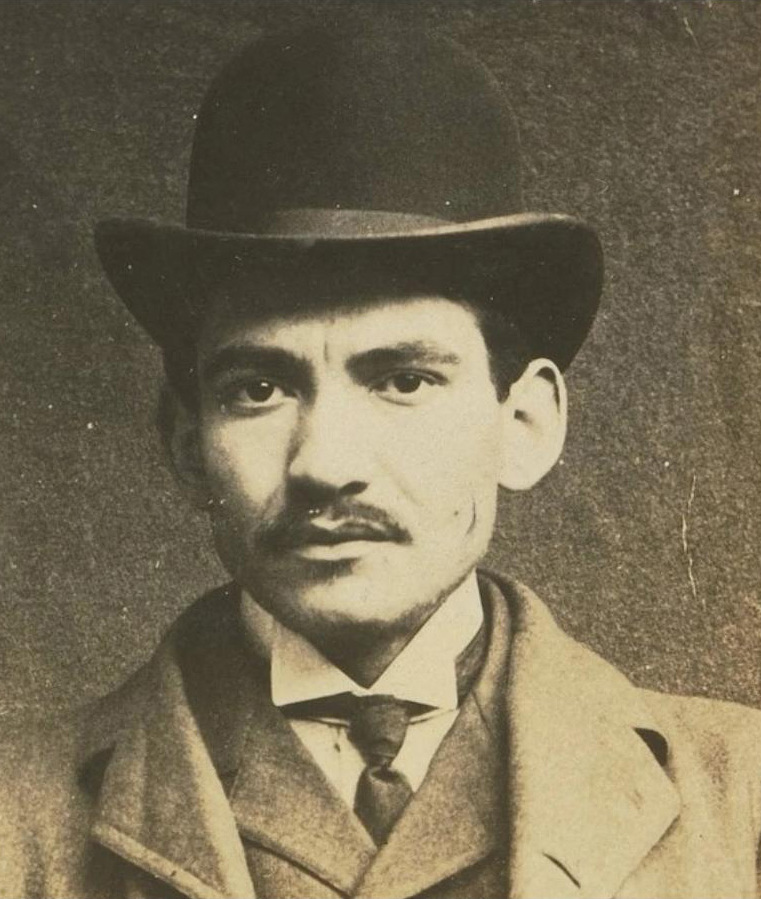
Marius Jacob

Arsène Lupin élénk, vakmerő, szemtelen, szíveket vonszol maga után,... gúnyolja a burzsoáit, segíti a gyengéket. Arsène Lupin, úri betörő a „Belle Époque” Robin Hoodja. Egy nagyon francia Robin Hood: nem veszi magát túl komolyan, leghalálosabb fegyverei a szellemeskedések. Nem egy arisztokrata, aki él úgy, mint egy anarchista, hanem egy anarchista, aki úgy él, mint egy arisztokrata.

## Adaptációk
- Arsène Lupin más írók számos könyvében, valamint számos filmes, televíziós, színpadi- és képregény-adaptációban is feltűnt.

Mozifilmek
- Arzén Lupin, 1932-es amerikai film, r.: Jack Conway, címszereplő: John Barrymore
- Arsène Lupin kalandjai, 1957-es francia-olasz film, rendezte: Jacques Becker, címszereplő: Robert Lamoureux
- Arsène Lupin, 2004-es francia-olasz-spanyol-brit film, rendezte: Jean-Paul Salomé, címszereplő: Romain Duris

Tévésorozatok
- Arsène Lupin, 1971-től 1974-ig futott francia-kanadai-svájci-olasz-osztrák-holland-belga-NSZK televíziós filmsorozat
- [Arsène Lupin legújabb kalandjai, 1989-től 1996-ig futott francia televíziós filmsorozat, r.: Jacques Besnard
- Arsène Lupin, 1996–97-ben bemutatott francia-kanadai televíziós rajzfilmsorozat, r.: Pascal Morelli
- Lupin; amerikai-francia krimisorozat, r.: Ludovic Bernard és Louis Leterrier, címszereplő: Omar Sy